# 542509 Lyatoshynsky
542509 Lyatoshynsky è un asteroide della fascia principale. Scoperto nel 2011, presenta un'orbita caratterizzata da un semiasse maggiore pari a 2,5633245 au e da un'eccentricità di 0,2439563, inclinata di 11,93304° rispetto all'eclittica.